# Требенищки некропол
Требенищкият некропол е важен археологически обект край охридското село Требенища, Северна Македония.
В некропола, който включва 56 гроба, са открити богати гробни дарове, сред които и златни маски, от желязната, архаичната и елинистическата епоха или от края на VII до края на IV век пр.н.е.

## Откриване
Находките от Требенища са открити през май 1918 година, когато българска военна част извършвала пътни работи около село Требенища и се натъкнала на античен гроб с много богат инвентар. Предметите били събрани и предадени на българската администрация в Охрид. За находката е съобщено в Народния музей – София, но военновременните условия не позволили веднага да се изпрати на мястото специалист археолог. Междувременно били открити още четири гроба, чийто инвентар също бил прибран от властите. По-късно правителството командировало в Охрид известния археолог Карел Шкорпил от Варненския музей. Той предприел нови разкопки на мястото заедно с Богдан Филов и открил още два гроба. Карел Шкорпил можал да събере само откъслечни сведения от откривателите за първите пет гроба, по които след това направил опис на находките и скици на разположението им. В резултат на разкопките, продължили през 1930 – 1934, 1953 – 1954 и 1972 г., са намерени четири златни погребални маски и множество други предмети, съхранявани в музеи в София, Белград и Скопие.
Сред откритите предмети е пръстен с отворена халка, подобна на тази на пръстена от Езерово.

## Принадлежност
Някои учени виждат сходство на маските от Требенища с микенските от епохата на шахтовите гробници. Дори след последвалите допълнителни открития учените все още спорят за произхода на погребаните в Требенище. Основните тези са, че некрополът е илирски или тракийски, докато в Северна Македония напоследък се твърди, че некрополът е античномакедонски.

## Галерия
- Ритон с форма на рог (сребро, злато), гроб 8, VI – V в. пр. Хр. Национален музей на Сърбия
- Шлем илирийски тип, бронз, злато, сребро, гроб V, края на VI век пр. Хр., Национален археологически музей, София
- Халки (бронз) и оброчна колесница (сребро). Гроб 132. V в. пр. Хр. Институт и музей – Охрид, Северна Македония
- Погребална маска, злато, гроб VIII, VI – V век пр. Хр., Национален музей на Сърбия